# J. D. Beresford
John Davys Beresford (Castor, 17 marzo 1873 – Bath, 1º febbraio 1947) è stato uno scrittore britannico.
È ricordato per le sue opere precorritrici della fantascienza e per alcuni racconti dell'orrore e di storie di fantasmi.

## Opere
- The Early History of Jacob Stahl (1911)
- The Hampdenshire Wonder (1911)
- A Candidate for Truth (1912)
- I Gosling. Il mondo delle donne (Goslings: A World of Women) (1913), Landscape Books, 2025
- The House in Demetrius Road (1914)
- The Invisible Event (1915)
- These Lynneskers (1916)
- William Elphinstone Ford (1917)
- House Mates (1917)
- Nineteen Impressions (1918)
- God's Counterpoint (1918)
- The Jervaise Comedy (1919)
- The Imperfect Mother (1920)
- Signs and Wonders (1921, Golden Cockerel Press)
- Revolution (1921)
- The Prisoner of Hartling (1922)
- The Imperturbable Duchess and Other Stories (1923)
- Monkey Puzzle (1925)
- That Kind of Man, or Almost Pagan (1926)
- The Instrument of Destiny (1928)
- All or Nothing (1928)
- Real People (1929)
- The Meeting Place and Other Stories (1929)
- Love's Illusion (1930)
- The Next Generation (1932)
- The Old People (1932)
- The Camberwell Miracle (1933)
- Peckover (1934)
- On a Huge Hill (1935)
- Blackthorn Winter and other stories (1936)
- The Decoy (1937)
- Cleo (1937)
- What Dreams May Come (1941)
- A Common Enemy (1941)
- Men in the Same Boat (1943)
- The Riddle of the Tower (1944)
- The Gift (1947)
- The Prisoner
- Love's Pilgrim